# Columnea kalbreyeriana
Columnea kalbreyeriana là một loài thực vật có hoa trong họ Tai voi. Loài này được Mast. mô tả khoa học đầu tiên năm 1882.